# 청년 아일랜드당의 난
청년 아일랜드당의 난(Young Irelander Rebellion)은 1848년 청년 아일랜드당을 주축으로 일어났으나 실패한 아일랜드 국민주의 봉기 사건이다. 유럽 전역을 휩쓴 1848년 혁명의 바람을 타고 일어났다.
1848년 7월 29일 티퍼레리주의 발링거리에서 청년 아일랜드당과 지지자들이 왕립 아일랜드 경찰대 부대를 습격하여 그들을 인질로 삼아 몇 시간동안 총격전을 벌였다. 하지만 경찰병력 증원군이 도달하자 반란자들은 도주했다.
아일랜드 대기근 중에 일어났기에 기근 반란(Famine Rebellion)이라고도 한다.

## 같이 보기
- 테런스 맥마누스
- 청년 아일랜드당